# Grand Prix automobile d'Europe 2008
GP précédent GP suivant
Le Grand Prix automobile d'Europe 2008 (2008 Formula 1 Telefónica Grand Prix of Europe), disputé sur le circuit urbain de Valence en Espagne le 24 août 2008, est la 797e épreuve du championnat du monde de Formule 1 courue depuis 1950 et la douzième manche du championnat 2008.

## Essais libres

### Vendredi matin
| Pos | Pilote             | Écurie             | Chrono         | Écart   |
| --- | ------------------ | ------------------ | -------------- | ------- |
| 1   | Sebastian Vettel   | Toro Rosso-Ferrari | 1 min 40 s 496 |         |
| 2   | Felipe Massa       | Ferrari            | 1 min 40 s 654 | 0 s 158 |
| 3   | Lewis Hamilton     | McLaren-Mercedes   | 1 min 40 s 822 | 0 s 326 |
| 4   | Sébastien Bourdais | Toro Rosso-Ferrari | 1 min 41 s 099 | 0 s 603 |
| 5   | Heikki Kovalainen  | McLaren-Mercedes   | 1 min 41 s 163 | 0 s 667 |
| 6   | Robert Kubica      | BMW Sauber         | 1 min 41 s 281 | 0 s 785 |

### Vendredi après-midi
| Pos | Pilote            | Écurie           | Chrono         | Écart   |
| --- | ----------------- | ---------------- | -------------- | ------- |
| 1   | Kimi Räikkönen    | Ferrari          | 1 min 39 s 477 |         |
| 2   | Fernando Alonso   | Renault          | 1 min 39 s 497 | 0 s 020 |
| 3   | Jenson Button     | Honda            | 1 min 39 s 546 | 0 s 069 |
| 4   | Felipe Massa      | Ferrari          | 1 min 39 s 678 | 0 s 201 |
| 5   | Lewis Hamilton    | McLaren-Mercedes | 1 min 39 s 712 | 0 s 235 |
| 6   | Heikki Kovalainen | McLaren-Mercedes | 1 min 39 s 954 | 0 s 477 |

### Samedi matin
| Pos | Pilote             | Écurie             | Chrono         | Écart   |
| --- | ------------------ | ------------------ | -------------- | ------- |
| 1   | Robert Kubica      | BMW Sauber         | 1 min 38 s 754 |         |
| 2   | Nico Rosberg       | Williams-Toyota    | 1 min 38 s 877 | 0 s 123 |
| 3   | Sébastien Bourdais | Toro Rosso-Ferrari | 1 min 39 s 009 | 0 s 255 |
| 4   | Kazuki Nakajima    | Williams-Toyota    | 1 min 39 s 270 | 0 s 516 |
| 5   | Felipe Massa       | Ferrari            | 1 min 39 s 276 | 0 s 522 |
| 6   | Lewis Hamilton     | McLaren-Mercedes   | 1 min 40 s 314 | 0 s 560 |

## Grille de départ

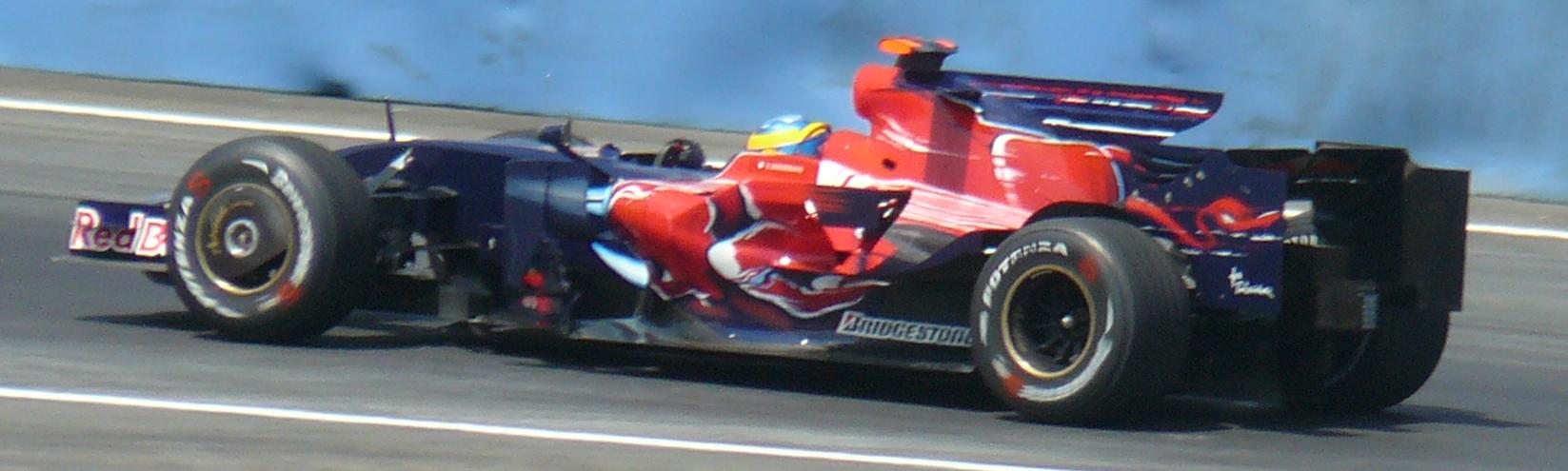
Sébastien Bourdais accède pour la première fois de sa carrière à la Q3 en qualification.

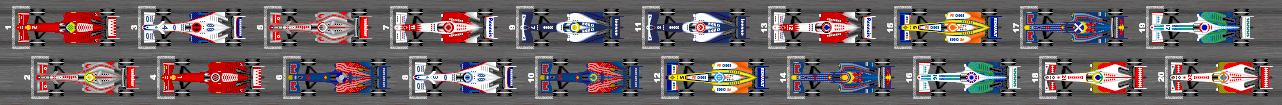
La grille de départ du Grand Prix

| Pos | Pilote               | Écurie              | Qualifications 1 | Qualifications 2 | Qualifications 3 |
| --- | -------------------- | ------------------- | ---------------- | ---------------- | ---------------- |
| 1   | Felipe Massa         | Ferrari             | 1 min 38 s 176   | 1 min 37 s 859   | 1 min 38 s 989   |
| 2   | Lewis Hamilton       | McLaren-Mercedes    | 1 min 38 s 464   | 1 min 37 s 954   | 1 min 39 s 199   |
| 3   | Robert Kubica        | BMW Sauber          | 1 min 38 s 347   | 1 min 38 s 050   | 1 min 39 s 392   |
| 4   | Kimi Räikkönen       | Ferrari             | 1 min 38 s 703   | 1 min 38 s 229   | 1 min 39 s 488   |
| 5   | Heikki Kovalainen    | McLaren-Mercedes    | 1 min 38 s 656   | 1 min 38 s 120   | 1 min 39 s 937   |
| 6   | Sebastian Vettel     | Toro Rosso-Ferrari  | 1 min 38 s 141   | 1 min 37 s 842   | 1 min 40 s 142   |
| 7   | Jarno Trulli         | Toyota              | 1 min 37 s 948   | 1 min 37 s 928   | 1 min 40 s 309   |
| 8   | Nick Heidfeld        | BMW Sauber          | 1 min 38 s 738   | 1 min 37 s 859   | 1 min 40 s 631   |
| 9   | Nico Rosberg         | Williams-Toyota     | 1 min 38 s 595   | 1 min 38 s 336   | 1 min 40 s 721   |
| 10  | Sébastien Bourdais   | Toro Rosso-Ferrari  | 1 min 38 s 622   | 1 min 38 s 417   | 1 min 40 s 750   |
| 11  | Kazuki Nakajima      | Williams-Toyota     | 1 min 38 s 667   | 1 min 38 s 428   |                  |
| 12  | Fernando Alonso      | Renault             | 1 min 38 s 268   | 1 min 38 s 435   |                  |
| 13  | Timo Glock           | Toyota              | 1 min 38 s 532   | 1 min 38 s 499   |                  |
| 14  | Mark Webber          | Red Bull-Renault    | 1 min 38 s 559   | 1 min 38 s 515   |                  |
| 15  | Nelsinho Piquet      | Renault             | 1 min 38 s 787   | 1 min 38 s 744   |                  |
| 16  | Jenson Button        | Honda               | 1 min 38 s 880   |                  |                  |
| 17  | David Coulthard      | Red Bull-Renault    | 1 min 39 s 235   |                  |                  |
| 18  | Giancarlo Fisichella | Force India-Ferrari | 1 min 39 s 268   |                  |                  |
| 19  | Rubens Barrichello   | Honda               | 1 min 39 s 811   |                  |                  |
| 20  | Adrian Sutil         | Force India-Ferrari | 1 min 39 s 943   |                  |                  |

## Course

### Déroulement de l'épreuve

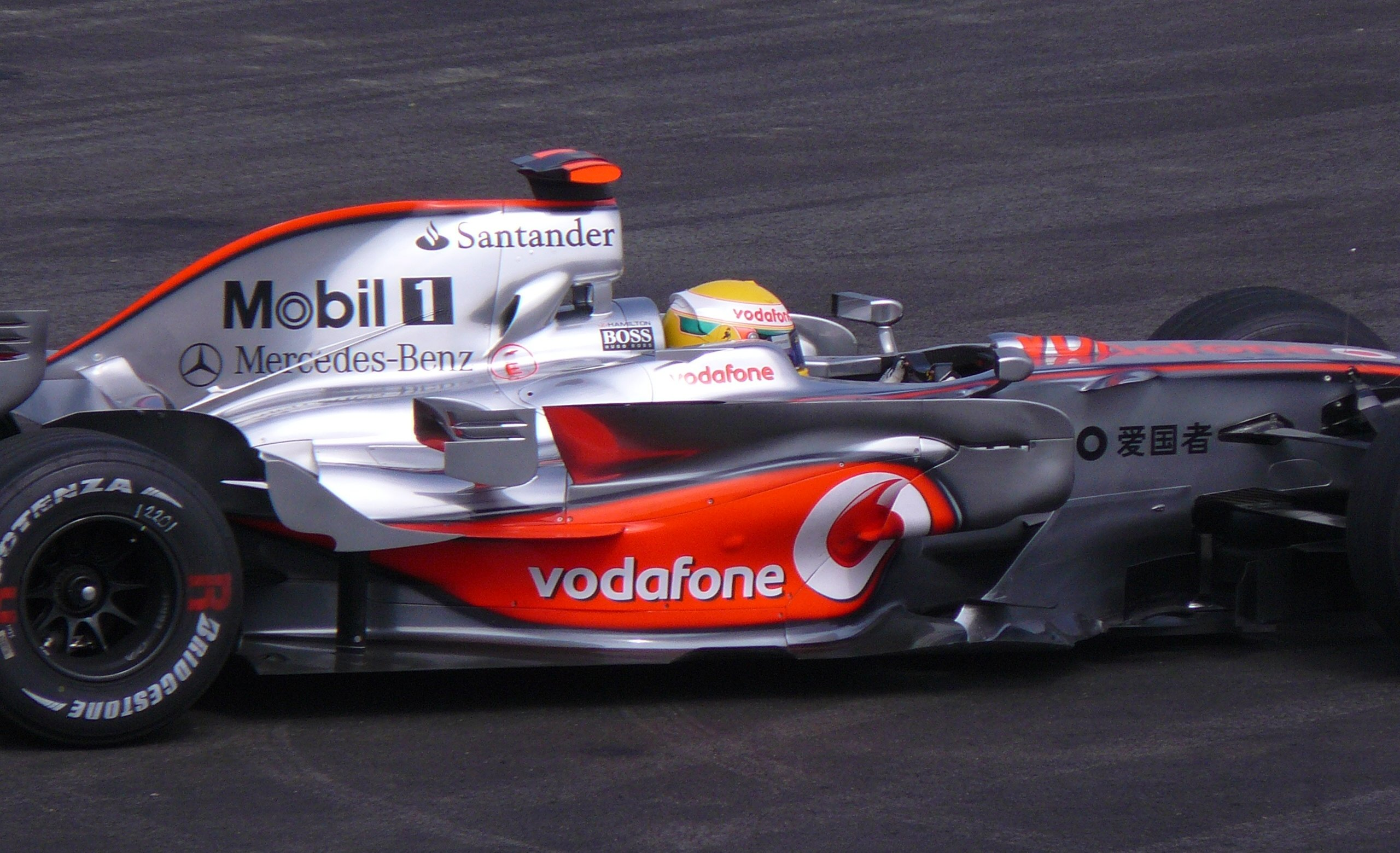
Lewis Hamilton reste en tête du championnat avec sa 2e place.

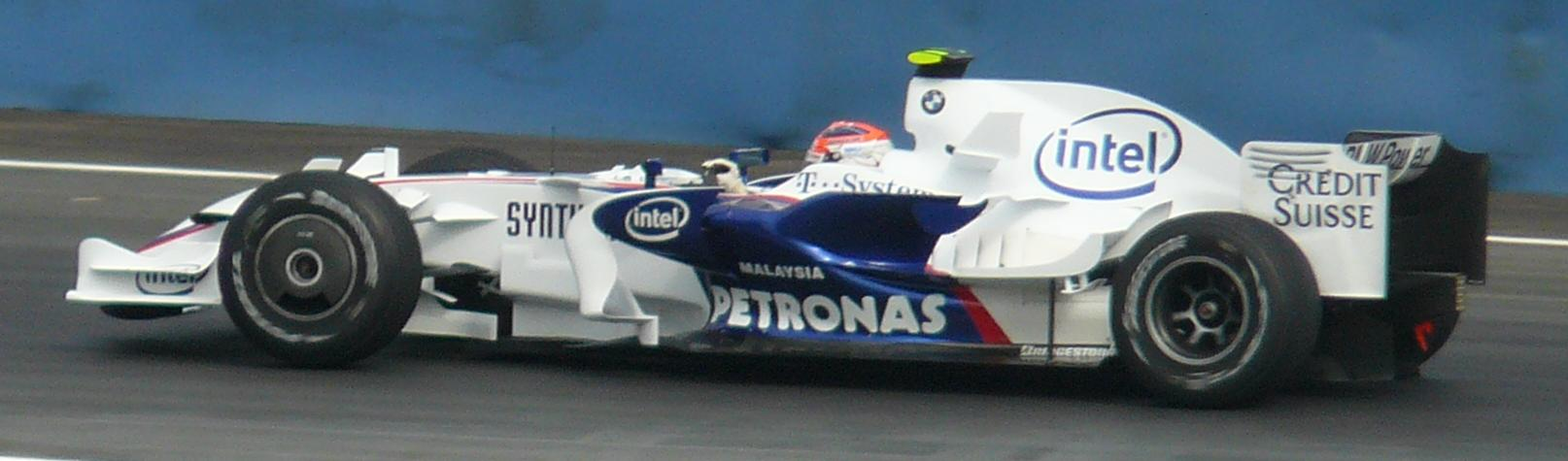
Robert Kubica, renoue avec le podium sur lequel il n'était pas remonté depuis sa victoire au Canada.

Le nouveau circuit de Valence permet à Felipe Massa de se mettre en évidence en décrochant la pole position. Il réussit son envol en contenant Lewis Hamilton et Robert Kubica alors que son coéquipier Kimi Räikkönen se fait quant à lui dépasser par son compatriote Heikki Kovalainen.
Fernando Alonso, devant son public, est contraint à l'abandon dès le premier tour après un accrochage avec Kazuki Nakajima. Massa contrôle parfaitement la course bien qu'il manque de s'accrocher avec Adrian Sutil dans la pitlane. Alors qu'il risque une pénalité sous forme de drive-through, les commissaires choisissent plutôt de sanctionner son écurie (10 000 dollars d'amende). 
Alors que Massa domine de la tête et des épaules et réalise un hat-trick grâce à sa victoire et le record du tour, son coéquipier semble à l'agonie : il fauche un de ses mécaniciens lors de son arrêt au stand puis renonce sur casse moteur. 
Hamilton termine second de l'épreuve, Kubica complétant le podium. Kovalainen se classe 4e devant Jarno Trulli, Sebastian Vettel, Timo Glock et Nico Rosberg.

### Classement de la course

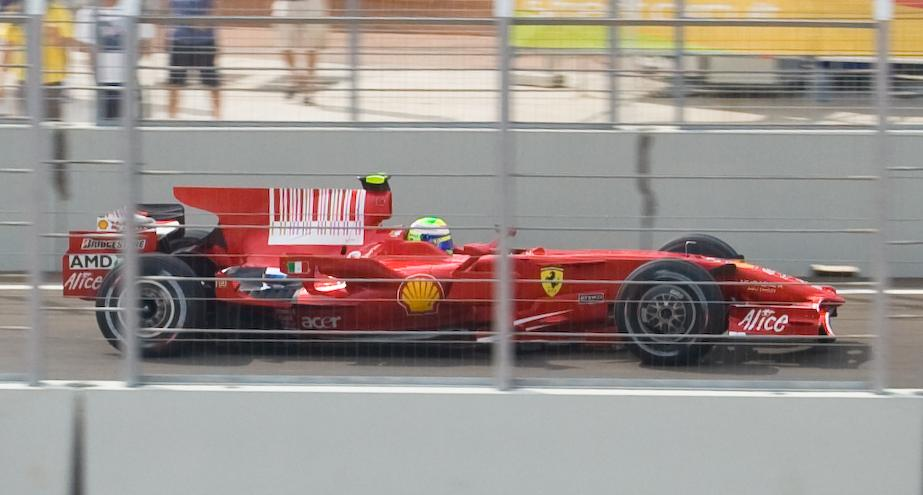
Felipe Massa, premier vainqueur en Formule 1 sur le circuit urbain de Valence.

| Pos  | No | Pilote               | Écurie              | Tours | Temps/Abandon                      | Grille | Points |
| ---- | -- | -------------------- | ------------------- | ----- | ---------------------------------- | ------ | ------ |
| 1    | 2  | Felipe Massa         | Ferrari             | 57    | 1 h 35 min 32 s 339 (193,983 km/h) | 1      | 10     |
| 2    | 22 | Lewis Hamilton       | McLaren-Mercedes    | 57    | + 5 s 611                          | 2      | 8      |
| 3    | 4  | Robert Kubica        | BMW Sauber          | 57    | + 37 s 353                         | 3      | 6      |
| 4    | 23 | Heikki Kovalainen    | McLaren-Mercedes    | 57    | + 39 s 703                         | 5      | 5      |
| 5    | 11 | Jarno Trulli         | Toyota              | 57    | + 50 s 684                         | 7      | 4      |
| 6    | 15 | Sebastian Vettel     | Toro Rosso-Ferrari  | 57    | + 52 s 625                         | 6      | 3      |
| 7    | 12 | Timo Glock           | Toyota              | 57    | + 1 min 07 s 990                   | 13     | 2      |
| 8    | 7  | Nico Rosberg         | Williams-Toyota     | 57    | + 1 min 11 s 457                   | 9      | 1      |
| 9    | 3  | Nick Heidfeld        | BMW Sauber          | 57    | + 1 min 22 s 177                   | 8      |        |
| 10   | 14 | Sébastien Bourdais   | Toro Rosso-Ferrari  | 57    | + 1 min 29 s 794                   | 10     |        |
| 11   | 6  | Nelsinho Piquet      | Renault             | 57    | + 1 min 32 s 717                   | 15     |        |
| 12   | 10 | Mark Webber          | Red Bull-Renault    | 56    | + 1 tour                           | 14     |        |
| 13   | 16 | Jenson Button        | Honda               | 56    | + 1 tour                           | 16     |        |
| 14   | 21 | Giancarlo Fisichella | Force India-Ferrari | 56    | + 1 tour                           | 18     |        |
| 15   | 8  | Kazuki Nakajima      | Williams-Toyota     | 56    | + 1 tour                           | 11     |        |
| 16   | 17 | Rubens Barrichello   | Honda               | 56    | + 1 tour                           | 19     |        |
| 17   | 9  | David Coulthard      | Red Bull-Renault    | 56    | + 1 tour                           | 17     |        |
| Abd. | 1  | Kimi Räikkönen       | Ferrari             | 45    | Moteur                             | 4      |        |
| Abd. | 20 | Adrian Sutil         | Force India-Ferrari | 41    | Accident                           | 20     |        |
| Abd. | 5  | Fernando Alonso      | Renault             | 0     | Dommages suite accrochage          | 12     |        |

### Pole position et record du tour
- Pole position :  Felipe Massa (Ferrari) en 1 min 38 s 989 (197,840 km/h). Le meilleur temps des qualifications a été réalisé par Sebastian Vettel lors de la Q2 en 1 min 37 s 842.
- Meilleur tour en course :  Felipe Massa (Ferrari) en 1 min 38 s 708	 (197,638 km/h) au trente-sixième tour.

### Tours en tête
- Felipe Massa (Ferrari) : 50 tours (1-14 / 20-36 / 39-57).
- Lewis Hamilton (McLaren-Mercedes) : 4 tours (15-16 / 37-38).
- Robert Kubica (BMW Sauber) : 1 tour (17).
- Heikki Kovalainen (McLaren-Mercedes) : 2 tours (18-19).

## Classements généraux à l'issue de la course
| Pos | Pilote               | Écurie              | Points |
| --- | -------------------- | ------------------- | ------ |
| 1   | Lewis Hamilton       | McLaren-Mercedes    | 70     |
| 2   | Felipe Massa         | Ferrari             | 64     |
| 3   | Kimi Räikkönen       | Ferrari             | 57     |
| 4   | Robert Kubica        | BMW Sauber          | 55     |
| 5   | Heikki Kovalainen    | McLaren-Mercedes    | 43     |
| 6   | Nick Heidfeld        | BMW Sauber          | 41     |
| 7   | Jarno Trulli         | Toyota              | 26     |
| 8   | Fernando Alonso      | Renault             | 18     |
| 9   | Mark Webber          | Red Bull-Renault    | 18     |
| 10  | Timo Glock           | Toyota              | 15     |
| 11  | Nelsinho Piquet      | Renault             | 13     |
| 12  | Rubens Barrichello   | Honda               | 11     |
| 13  | Nico Rosberg         | Williams-Toyota     | 9      |
| 14  | Sebastian Vettel     | Toro Rosso-Ferrari  | 9      |
| 15  | Kazuki Nakajima      | Williams-Toyota     | 8      |
| 16  | David Coulthard      | Red Bull-Renault    | 6      |
| 17  | Jenson Button        | Honda               | 3      |
| 18  | Sébastien Bourdais   | Toro Rosso-Ferrari  | 2      |
| 19  | Giancarlo Fisichella | Force India-Ferrari | 0      |
| 20  | Adrian Sutil         | Force India-Ferrari | 0      |
| 21  | Takuma Satō          | Super Aguri-Honda   | 0      |
| 22  | Anthony Davidson     | Super Aguri-Honda   | 0      |

| Pos | Écurie              | Points |
| --- | ------------------- | ------ |
| 1   | Ferrari             | 121    |
| 2   | McLaren-Mercedes    | 113    |
| 3   | BMW Sauber          | 96     |
| 4   | Toyota              | 41     |
| 5   | Renault             | 31     |
| 6   | Red Bull-Renault    | 24     |
| 7   | Williams-Toyota     | 17     |
| 8   | Honda               | 14     |
| 9   | Toro Rosso-Ferrari  | 11     |
| 10  | Force India-Ferrari | 0      |
| 11  | Super Aguri-Honda   | 0      |

## Statistiques
- 13e pole position de sa carrière pour Felipe Massa.
- 9e victoire de sa carrière pour Felipe Massa.
- 3e hat-trick de sa carrière pour Felipe Massa.
- 207e victoire pour Ferrari en tant que constructeur et motoriste.
- En terminant troisième de l'épreuve, Robert Kubica inscrit son 100e point en Formule 1.
- Sebastien Bourdais permet à la France de participer à son 700e Grand Prix de Formule 1.
- Pour la première fois depuis la création de l'écurie, les deux monoplaces de la Scuderia Toro Rosso ont pris part à la troisième séance des qualifications (Vettel se qualifie en 6e position et Bourdais, qui participe pour la première fois de sa carrière à la troisième séance de qualification se qualifie en 10e position).
- Bridgestone était présent en force sur le circuit pour célébrer son "200e Grand Prix de Formule 1". En réalité, il s'agissait de son 200e Grand Prix depuis son retour dans la discipline reine en 1997 (et le 202e Grand Prix du manufacturier, celui-ci s'étant aligné lors des éditions 1976 et 1977 du Grand prix du Japon).